# JUMP
Pour les articles homonymes, voir Jump.
JUMP est une application SIG modulaire dont le développement a débuté en 2002 grâce à des fonds du ministère des ressources naturelles de la province canadienne de Colombie-Britannique, et se poursuit depuis 2007 sous le nom d'OpenJUMP grâce aux efforts d'une communauté internationale. Le logiciel est distribué sous licence libre GPL[réf. nécessaire].

## Fonctionnalités
- Multi-plateforme[2] (Windows, Linux, Macintosh)
- Lecture/écriture des formats vecteur[réf. nécessaire] Shapefile, GML, WKT, GeoJSON et via des plugins additionnels, DXF, PostGIS, CSV, OSM, MIF/MID
- Accès aux bases de données PostGIS, et via des plugins additionnels, aux bases de données Oracle Database, SpatiaLite, MySQL, ArcSDE
- Accès aux flux WMS (versions 1.0 à 1.3)
- Lecture des formats raster GeoTIFF, JPEG, PNG, ECW, TIFF, BMP, ASC[3]
- Fonctions permettant de modifier la géométrie et les attributs des objets[4]
- Conforme aux spécifications SFS de OpenGIS
- Algorithmes de traitements géométriques basés sur JTS (Java Topology Suite)
- Nombreux plugins additionnels tels que la boîte à outils Sextante (traitement de données vecteur ou raster) mais aussi des plugins d'impression, de symbolisation, etc.
- Environnement de programmation permettant d'étendre et de personnaliser le logiciel facilement via Beanshell ou Jython
- Interface traduite dans de nombreuses langues (CZ, EN, FR, DE, ES, FI, IT, JP, PT)
- Gratuit au téléchargement et à l'utilisation

## Histoire
JUMP est initialement développé à partir de 2002 par la société Vivid Solutions à la suite d'un appel d'offres du ministère des ressources naturelles (ministry of sustainable resource management) de Colombie-Britannique.
En 2006, JUMP atteint sa version 1.2. Les financements s'arrêtent, mais la licence open source du logiciel permet à d'autres de continuer les développements. Les fonctionnalités du logiciel sont étendues par un certain nombre de sociétés, d'universités ou de particuliers, donnant naissance à une multitude de sous-projets.
Certaines branches ne sont plus maintenues, comme les versions OpenJUMP Viatoris et OpenJUMP The Merge, développées par le projet français SIGLE en 2006 et 2007, ou encore OpenJUMP- PirolEdition de l'université allemande d'Osnabrük ou DeeJUMP développé par la société projet allemande Lat/Lon.
D'autres branches sont encore actives comme le logiciel Kosmo (développé par la société espagnole SAIG), AdbToolbox (développé au sein du ministère de l'environnement italien), ou encore SkyJUMP.
La branche principale a débuté avec l'internationalisation de l'interface utilisateur de JUMP. Le code source de cette version internationalisée a été déposé sur Sourceforge, l'un des plus importants hébergeurs de projets OpenSource, sous le nom de Jump Pilot Project. Puis le logiciel a été rebaptisé OpenJUMP. Son développement se poursuit grâce aux contributions d'une communauté internationale active. 